# Aude (řeka)
Aude je řeka na jihu Francie (Midi-Pyrénées, Languedoc-Roussillon). Její celková délka je 224,1 km. Plocha povodí měří 6074 km² a zasahuje na území šesti departementů (Aude, Pyrénées-Orientales, Ariège, Haute-Garonne, Tarn a Hérault).
Římané nazývali řeku Atax. Někteří antičtí autoři nazývali řeku Narbôn (např. Polybius). V roce 1342 nazval Roussillon Cartulary z Alartu řeku Auda resp. Ribera d'Aude. Ve středověku se pro řeku objevují pojmenování Adice, zase Atax, Fluvium Atacis, Flumine Atace, Flumen Ataze a Juxta Aditum fluvium.

## Průběh toku
Pramení na severních svazích Pyrenejí v Massif du Carlit v nadmořské výšce 2185 m na území obce Les Angles nad stejnojmenným horským jezerem, kterým následně protéká. Teče rovnoběžně s řekou Têt. V oblasti Capcir má charakter horské řeky a naplňuje několik přehradních nádrží (Matemale, Puyvalador). Následně se zahlubuje do soutěsek a protéká prastarou krajinou. Od Axatu protéká předpyrenejskými vápenci přes řadu malých obcí (Quillan, Espéraza, Couiza, Alet-les-Bains a Limoux). Poté se blíží ke Carcassonne a mění svůj hlavní směr ze severního na východní. Tato změna směru je důsledkem pirátství vodních toků po vzniku Pyrenejí. Na dolním toku je řeka klidnější a vyplňuje hlubokou brázdu, která odděluje právě Pyreneje a Francouzské středohoří. Přijímá zde řadu přítoků, z nichž jsou nejvýznamnější Orbieu zprava a Argent-Double a Casse zleva. Teče rovnoběžně s Canal du Midi, klikatí se mezi vinicemi a vtéká do naplaveninové pláně u Narbonne. Následně část naplňuje síť zavlažovacích kanálů a starobylých rybníků a zbytek se vlévá do Lvího zálivu do Středozemního moře mezi obcemi Fleury a Vendres resp. mezi městy Narbonne a Béziers na hranicích departementů Aude a Hérault.

### Přítoky
Nad Carcassonne přijímá Aude jen krátké strmé horské řeky a potoky. Níže pak přijímá i větší řeky a to převážně zleva z pohoří Montagne Noire. Přítoky od pramene k ústí zachycuje tabulka:
| Řeka                  | Místo soutoku             | Strana přítoku | Délka (km) |
| --------------------- | ------------------------- | -------------- | ---------- |
| Lladura               | Réal                      | levá           | 16         |
| Galbe                 | Puyvalador                | levá           | 14         |
| Bruyante              | Rouze                     | levá           | 14         |
| Aiguette              | Sainte-Colombe-sur-Guette | pravá          | 20         |
| Rébenty               | Saint-Martin-Lys          | levá           | 34         |
| Saint-Bertrand        | Quillan                   | pravá          | 19         |
| Ruisseau de Fa        | Espéraza                  | levá           | 14         |
| Sals                  | Couiza                    | pravá          | 20         |
| Ruisseau de Castillou | Alet-les-Bains            | pravá          | ...        |
| Véraza                | Alet-les-Bains            | pravá          | ...        |
| Saint-Polycarpe       | Limoux                    | pravá          | 13         |
| Corneilla             | Limoux                    | levá           | 22         |
| Cougaing              | Limoux                    | levá           | 17         |
| Sou de Val de Daigne  | Cépie                     | levá           | 30         |
| Lauquet               | Couffoulens               | pravá          | 37         |
| Fresquel              | Carcassonne               | levá           | 63         |
| Trapel                | Villedubert               | levá           | 19         |
| Orbiel                | Trèbes                    | levá           | 41         |
| Argent-Double         | La Redorte                | levá           | 37         |
| Ognon                 | Olonzac                   | levá           | 23         |
| Orbieu                | Saint-Nazaire-d'Aude      | pravá          | 84         |
| Cesse                 | Saint-Marcel-sur-Aude     | levá           | 54         |

## Vodní režim
Zdrojem vody jsou převážně dešťové srážky. Nejvíce vody má řeka v pozdní zimě a na jaře v důsledku tání sněhu v Pyrenejích. Průměrný průtok vody činí u Carcassonne 20,4 m³/s, u Moussanu 44,2 m³/s a v ústí přibližně 50 m³/s. Nejméně vody má v srpnu, kdy průtok u Moussanu dosahuje jen 9,8 m³/s. Maximální průtok činil 78,6 m³/s v únoru.

### Záplavy
Mimořádné a náhlé dešťové srážky, které jsou charakteristické pro středomořské podnebí v podzimní sezóně, mohou způsobit devastující záplavy, k čemuž došlo ve dnech 12. a 13. listopadu 1999. Tyto záplavy zasáhly dolní tok řeky a vyžádaly si 35 obětí na životech, stovky lidí byly evakuovány helikoptérami nebo zachráněni z tisíců zničených domů, obchodů a provozoven. Bylo zničeno 5000 ha vinic, množství silnic, rozvodů pitné vody a kanalizací. Katastrofa byla způsobena kombinací dvou bouřek. Jedna z nich způsobila přívalové srážky o velikosti 620 mm během dvou dní u Lézignan-Corbières, což je více než celoroční úhrn a k tomu se přidala bouře nad Lvím zálivem, která zvedla hladinu moře o 80 cm a pomocí větru a vln zvedla dál už tak zvednuto hladinu řeky.

## Využití
Plavba na raftech a kánoích je možná téměř po celé délce řeky.

### Osídlení
Protéká městy Rouze, Matemale, Formiguères, Axat, Belvianes-et-Cavirac, Quillan, Campagne-sur-Aude, Espéraza, Montazels, Couiza, Alet-les-Bains, Limoux, Carcassonne, Trèbes, Narbonne, Coursan, Cuxac-d'Aude, Saint-Nazaire-d'Aude, Olonzac, Lespignan, Vendres.